# Сверхпроводники II рода
Сверхпроводники второго рода — сверхпроводники, которые при температуре ниже критической способны пропускать магнитный поток в виде квантованных вихрей.
Существование вихревой структуры сверхпроводников второго рода было впервые предсказано Алексеем Абрикосовым.
Являются противоположностью сверхпроводников первого рода, которые, находясь в сверхпроводящем состоянии, выталкивают магнитный поток.